# Michel Chomarat
Pour les articles homonymes, voir Chomarat (homonymie).
Pour l'entreprise, voir Chomarat.
Michel Chomarat né le 23 novembre 1948 dans le 3e arrondissement de Lyon, est une personnalité lyonnaise active dans la communication, la défense de la culture et du patrimoine imprimé, la politique et l'édition, ainsi qu'un militant pour les droits LGBT en France.

## Biographie
Michel Chomarat naît à Lyon le 23 novembre 1948, fils de Jean Chomarat, syndicaliste et résistant communiste,.
En 1970, il acquiert le Donjon de Buenc à Hautecourt-Romanèche (Ain) qu'il fait inscrire à l'Inventaire supplémentaire des monuments historiques le 28 juin 1974.
En juin 1975, il soutient la révolte des prostituées contre les violences policières à l'église Saint-Nizier de Lyon.  Faisant le lien avec la répression envers les minorités sexuelles, il rédige un dazibao avec ce texte : « La répression s'abat également sur les homosexuels - qui paient également des PV à 16 F - qui sont également poursuivis par la police à Lyon. Nous exigeons la libre disposition de notre corps. Nous sommes de ce fait solidaires de la juste cause des femmes ».
En mai 1977, il est interpellé à Paris pour flagrant délit d’outrage public à la pudeur avec tous les clients d'un bar gay, le Manhattan,,.

## Fonds Michel Chomarat
En 1992, Michel Chomarat dépose à la bibliothèque municipale de Lyon un important fonds d'archive qui porte son nom. Notamment consacré à l'histoire du livre, à Nostradamus et à l'occultisme, aux éphémères et aux publications politiques et militantes, et plus généralement aux marges et aux cultures minoritaires, le fonds Michel Chomarat est le premier fonds d'archives à thématique LGBT d’une institution publique française. À l'occasion des trente ans du dépôt du fonds, une exposition est présentée en 2022 à la Bibliothèque municipale de Lyon par le chercheur Antoine Idier, sous le titre "Dans les marges".

## Principales activités politiques
- En 1995, il est élu conseiller municipal du 1er Arrondissement de Lyon, sous l'étiquette Génération écologie.
- En 2001-2013, il est chargé de mission Mémoire au cabinet de Gérard Collomb, sénateur-maire de Lyon.
- 15 mars 2002 : initiateur des premières Assises nationales (puis internationales) de la mémoire gay et lesbienne[9].
- 2003 : participe à la création du Collectif lyonnais des mort(s) sans toi(t)[10].

## Principales activités éditoriales
- 1967 : lancement de la revue Documents anarchistes (12 numéros publiés) ; à ce titre, il est lauréat[évasif] de la Fondation de la Vocation en 1968[11] (parrain : Raymond Aron). Principaux sujets traités : anarchisme et franc-maçonnerie, Bakounine, Bande à Bonnot, Caserio, Kropotkine, Mai 1968, Jules Vallès.
- 1971 : publication de Nostradamus entre Rhône et Saône d'André Adnès[12], ouvrage qui reçoit le prix Albéric-Rocheron de l'Académie française en 1972).
- 1978 : lauréat[évasif] de la Fondation de France pour ses recherches sur le livre ancien.
- 1984 : directeur de la Maison du Livre de Pérouges (Ain).
- 1989 : lancement des Éditions Michel Chomarat.
- 1999 : création des Éditions Mémoire active.

## Principales activités culturelles et patrimoniales
- 1969 : fondation du Centre culturel de Buenc (Journal officiel, 28 décembre 1969).
- 1983 : Secrétaire général de Patrimoine rhônalpin.
- 1983 : Président de l'association Les Amis de Michel Nostradamus (Journal Officiel, 8 février 1983).
- 1989-1993 : défense du patrimoine lyonnais au XXe siècle (palais de la Foire, hôpital Édouard Herriot, théâtre de l'Eldorado) avec la création du Collectif Achille Lignon, des Amis de Tony Garnier[13], et du Collectif Eldorado.
- 1996 : cofondateur de l'association L'Hospitalité d'Abraham, avec le père Christian Delorme, Robert Vial (initiateur de la venue de Martin Luther King à Lyon en 1966).
- 17 mai 2005 : création du Centre de ressources documentaires gay et lesbiennes à la Bibliothèque municipale de Lyon[14].

Michel Chomarat a déposé à la Bibliothèque municipale de Lyon un important fonds de livres, revues et tracts, connu sous le nom de Fonds Michel Chomarat. Les Archives municipales de Lyon conservent également un fonds d'archives personnelles.

## Publications et expositions

### Édition de revues
Depuis 1966, Michel Chomarat a dirigé une dizaine de revues ou fanzines, et publié une centaine de titres sous différentes dénominations (Centre culturel de Buenc, Maison du livre de Pérouges, Éditions Michel Chomarat, Éditions Mémoire active). 
En ce qui concerne les revues, il faut citer Objectifs (1966-1976), Documents anarchistes (1967-1970), Le Mot Dit-Le Maudit (1986-1991), Édition originale (1993), Cahiers Michel Nostradamus (1983-1988), Visages de l'Ain (1985-1987), Passe (1988-1990), Passion privée (2000-2005), Mémoire gaie (2001-2004).

### Expositions
Depuis 1987, Michel Chomarat a assuré le commissariat général de 11 expositions :
- Dada contre attaque, Musée de l'Imprimerie, Lyon, 1987.
- Prophéties par temps de crise, Bibliothèque municipale, Lyon, 1997.
- Lyon, carrefour européen de la Franc-maçonnerie, Musée des Beaux-Arts, Lyon, 2003
- Si tu es sage, tu auras une image, Bibliothèque municipale, Lyon, 1998
- Prophéties pour temps de crise, Château de l'Empéri, Salon-de-Provence, 2003
- Follement gay !, Bibliothèque municipale, Lyon, 2005
- Les Célestins du couvent au théâtre, Théâtre des Célestins, Lyon, 2005
- L'Imagerie de la Guillotière, Musée de l'Imprimerie, Lyon, 2011
- (avec Julien Adelaere et Jean-Paul Laroch) Genet ni père ni mère, Bibliothèque municipale, Lyon, 2011
- Pasolini, una vita violenta, Bibliothèque municipale, Lyon, 2016[15]
- Martin Luther King, le rêve brisé ?, Lyon, Bibliothèque Municipale, 2018

### Œuvres
- Les Amants tragiques (Histoire de Jules Bonnot et de sa maîtresse Judith Thollon), Lyon, Comimprim, 1978.
- Répertoire bibliographique des livres imprimés au XVIIe siècle (région Rhône-Alpes), avec Jean-Paul Laroche, Valentin Koerner, 1983.
- Vraies et fausses impressions de Trévoux au XVIIIe siècle, Centre culturel de Buenc, 1987.
- Bibliographie Nostradamus (XVIe-XVIIe – XVIIIe siècles), avec Jean-Paul Laroche, Valentin Koerner, 1989.
- Ouvrages maçonniques du XVIIIe siècle (1720-1810) de la Bibliothèque municipale de Lyon, avec Jean-Paul Laroche, Bibliothèque municipale de Lyon, 1993.
- Ouvrages maçonniques du fonds des jésuites (1727-1810) de la Bibliothèque municipale de Lyon, avec Jean-Paul Laroche, Bibliothèque municipale de Lyon, 2001.
- Franc-maçonnerie lyonnaise, les fondements du XVIIIe siècle, sous la direction de Michel Chomarat, Musée Gadagne, 2003.
- Follement gay !, l'homosexualité dans les collections de la Bibliothèque de Lyon, Mémoire active, 2006.
- Bonne Conduite, Mémoire active, 2008.
- Bologne / Villa Aldini / Pasolini, avec Julien Adelaere, Mémoire active, 2015.
- Pier Paolo Pasolini à Lyon, Mémoire active, 2015.
- Tombeau pour Pier Paolo Pasolini, avec Julien Adelaere, Mémoire active, 2016
- La mort, ma vraie compagne dans la vie, Lyon, 2021

### Documentaires
- Lionel Chomarat,  Les éditions Michel Chomarat au Centre International de Poésie (CIPM) à Marseille   (24 janvier 1992), 1992.
- Lionel Chomarat, Michel Chomarat fête à Lyon ses 30 ans d'édition (11 décembre 1999), 1999.
- Le procès des backrooms (émission de radio), 5 février 2024, [lire en ligne]., 48', Affaires sensibles